# Marcin German

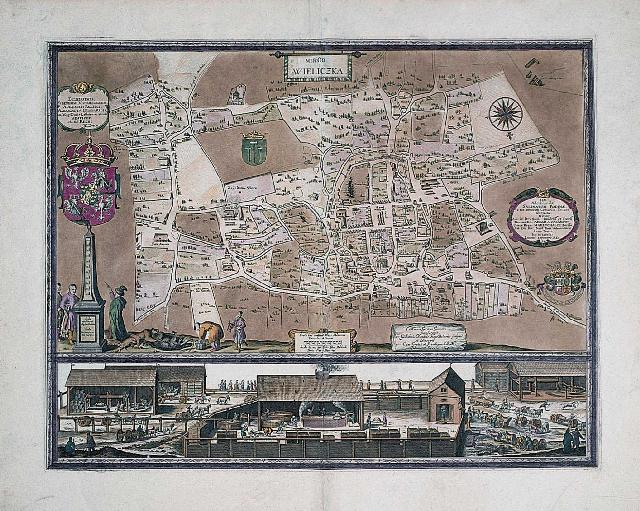
Plan miasta Wieliczki autorstwa M. Germana ze sztychem Wilhelma Hondiusa. !645 r.

Marcin German (ur. ?, zm. ok. 1655) – geometra i górnik.

## Życiorys
Był z pochodzenia Szwedem. Został zatrudniony w kopalni soli w Wieliczce na stanowisku sztygara, które piastował przez szereg lat. W latach 1631–1638, na zlecenie miejscowego żupnika sporządził pierwsze plany tej kopalni, na które złożyły się trzy plany kolejnych podziemnych poziomów kopalni soli oraz sytuacyjny plan miasta Wieliczki. Po uzupełnieniach planów dokonanych w kolejnych latach, całość planów, wzbogaconych ilustracjami Wilhelma Hondiusa obrazującymi pracę górników i warzelników soli, opublikowano w 1645 w Gdańsku z rozkazu króla Polski Władysława IV. Kazimierz Maślankiewicz wysunął przypuszczenie, że German brał udział w powstawaniu ilustracji Hondiusa.
Plany przyczyniły się w znacznym stopniu do dalszej rozbudowy kopalni i eksploatacji soli w XVII w. i pierwszej połowie XVIII w., były też podstawą do sporządzania przez innych mierniczych kolejnych aktualizacji map kopalni, aż do drugiej połowy XVIII w., w tym także planów kopalni wielickiej wydanych w 1766 r. w Augsburgu, a ilustrowanych przez J.E. Nilsona. Z kolei sztychy Hondiusa ilustrujące plany Germana są istotnym źródłem poznania technik wydobywczych soli i jej warzenia w XVII w.
Oryginały germanowskich planów kopalni przechowywane są w zbiorach Muzeum Żup Krakowskich Wieliczka (wg J. Maciaszek oryginały zaginęły w trakcie II wojny światowej, a w muzeum są odbitki z wydania 1645)